# Кунтунсе
Кунтунсе (англ. Kuntunse) — місто в Гані поблизу Аккри. Знаходиться на ділянці Нсавам шосе Аккра — Кумасі. Місто відоме тим, що тут розміщена Ганська наземна супутникова станція з її найбільшим в Гані 32-метровим радіотелескопом.

## Історія
Ганська наземна супутникова станція була побудована в 1981 році і в подальшому сильно вплинула на розвиток супутникового зв'язку в Гані. Пізніше 32-метрова параболічна антена супутникового зв'язку була переобладнана і в 2017 році відкрилась як радіотелескоп, зробивши Гану другою країною в Африці (після ПАР) з параболічним радіотелескопом.
До 2018 року в Кунтунсе працювала нелегальна китайська фабрика з виробництва томатної пасти. Влада Гани ініціювала її закриття в 2017—2018 роках за нелегальну роботу, екологічне забруднення і шум, які фабрика створювала.